# Јасени
Јасени (рус. Ясени) река је која протиче северозападним делом Краснодарског краја на крајњем југозападу Руске Федерације.
Свој ток започиње у мочварном подручју неких 12 km западно од села Староминскаја, тече у смеру југозапада и након 74 km тока улива се у Хански лиман Азовског мора. Типична је равничарска река са спорим током, бројним меандрима у кориту и доста малим просечним падом корита (око 0,45 м/км тока). Има углавном плувијални режим храњења. 
На дну њеног корита налазе се знатнији слојеви глине који онемогућавају доток подземних вода у реку. Обале су доста ниске и углавном јако замочварене и обрасле мочварном вегетацијом. Вода у реци је доста брачата, посебно у доњем делу тока. На површини воде расту бројне сочивице, а уз обале трска, шаш и рогоз.